# Draft NBA 2000
Il Draft NBA 2000 si è svolto il 28 giugno 2000 al Target Center di Minneapolis, Minnesota.
Il Draft è generalmente considerato uno dei peggiori della storia della lega. Solo tre giocatori di tutta la draft class sono stati convocati per giocare un All Star Game (Kenyon Martin, Jamaal Magloire e Michael Redd), tutti in una sola occasione nel 2004. Di questi tre solo Redd è stato inserito in un All-NBA Team entrando una sola volta nel terzo quintetto. Altri premi minori sono andati a Hedo Türkoğlu (Most Improved Player nel 2008), Mike Miller (NBA Rookie of the Year nel 2001 e NBA Sixth Man of the Year Award nel 2006) e Jamal Crawford tre volte NBA Sixth Man of the Year Award (nel 2010, 2014 e 2016). Il resto dei giocatori selezionati ebbero carriere brevi, mediocri o comunque di secondo piano.
Sports Illustrated ha nominato l'intera draft class il sesto peggiore bust (traducibile come fregatura o bidone) dell'era moderna nella sua lista. La lista era riferita ai singoli atleti e il draft 2000 è stata l'unico "collettivo" introdotto. Nel 2009 David Schoenfield di ESPN.com ha attribuito ad ogni draft class dall'introduzione della draft lottery una valutazione e il draft del 2000 è stato l'unico ad ottenere il voto F, ovvero il peggiore possibile.

## Giocatori scelti al 1º giro
|   | Indica un giocatore che è stato selezionato per almeno un All-Star Game ed è inserito in un All-NBA Team |
|   | Indica un giocatore che è stato selezionato per almeno un All-Star Game                                  |
| * | Indica il giocatore che ha vinto il titolo di Rookie of the Year                                         |
|   | Indica un giocatore che non ha mai giocato una partita in NBA                                            |

| Scelta | Giocatore                  | Nazionalità    | Squadra NBA | Scuola/ex squadra                        |
| ------ | -------------------------- | -------------- | --- | ---------------------------------------- |
| 1      | Kenyon Martin (PF)         | Stati Uniti    | New Jersey Nets | Cincinnati Sr.                           |
| 2      | Stromile Swift (PF/C)      | Stati Uniti    | Vancouver Grizzlies                                                                                                  | Louisiana State Fr.                      |
| 3      | Darius Miles (SF/SG)       | Stati Uniti    | Los Angeles Clippers                                                                                                 | East St. Louis H.S. (East St. Louis, IL) |
| 4      | Marcus Fizer (PF)          | Stati Uniti    | Chicago Bulls | Iowa State Jr.                           |
| 5      | Mike Miller * (SF/SG)      | Stati Uniti    | Orlando Magic | Florida So.                              |
| 6      | DerMarr Johnson (SG/SF)    | Stati Uniti    | Atlanta Hawks | Cincinnati Fr.                           |
| 7      | Chris Mihm (C/PF)          | Stati Uniti    | Chicago Bulls (ceduto a Cleveland per Jamal Crawford e denaro)                                                       | Texas Jr.                                |
| 8      | Jamal Crawford (SG)        | Stati Uniti    | Cleveland Cavaliers (ceduto a Chicago per Chris Mihm e denaro)                                                       | Michigan Fr.                             |
| 9      | Joel Przybilla (C)         | Stati Uniti    | Houston Rockets (ceduto a Milwaukee per Jason Collier e una futura 1ª scelta)                                        | Minnesota So.                            |
| 10     | Keyon Dooling (SG)         | Stati Uniti    | Orlando Magic (da Denver, ceduto a L.A. Clippers con Corey Maggette, Derek Strong e denaro per una futura 1° scelta) | Missouri So.                             |
| 11     | Jérôme Moïso (PF)          | Francia        | Boston Celtics | UCLA So.                                 |
| 12     | Etan Thomas (PF/C)         | Stati Uniti    | Dallas Mavericks | Syracuse Sr.                             |
| 13     | Courtney Alexander (SG)    | Stati Uniti    | Orlando Magic (ceduto a Dallas per una futura 1° scelta e denaro)                                                    | Fresno State Sr.                         |
| 14     | Mateen Cleaves (PG)        | Stati Uniti    | Detroit Pistons | Michigan State Sr.                       |
| 15     | Jason Collier (C)          | Stati Uniti    | Milwaukee Bucks (ceduto, insieme a una futura 1° scelta, a Houston per Joel Przybilla)                               | Georgia Tech Sr.                         |
| 16     | Hedo Türkoğlu (SF)         | Turchia        | Sacramento Kings | Efes Pilsen (Turchia)                    |
| 17     | Desmond Mason (SF/SG)      | Stati Uniti    | Seattle SuperSonics                                                                                                  | Oklahoma State Sr.                       |
| 18     | Quentin Richardson (SF/SG) | Stati Uniti    | Los Angeles Clippers (da Toronto via Atlanta, Philadelphia e New York)                                               | DePaul So.                               |
| 19     | Jamaal Magloire (C)        | Canada         | Charlotte Hornets | Kentucky Sr.                             |
| 20     | Speedy Claxton (PG)        | Stati Uniti    | Philadelphia 76ers                                                                                                   | Hofstra Sr.                              |
| 21     | Morris Peterson (SF/SG)    | Stati Uniti    | Toronto Raptors (da Minnesota)                                                                                       | Michigan State Sr.                       |
| 22     | Donnell Harvey (SF)        | Stati Uniti    | New York Knicks (ceduto con John Wallace a Dallas per Erick Strickland e Pete Mickeal)                               | Florida Fr.                              |
| 23     | DeShawn Stevenson (SG)     | Stati Uniti    | Utah Jazz (da Miami)                                                                                                 | Washington Union H.S. (Fresno, CA)       |
| 24     | Dalibor Bagarić (C)        | Croazia        | Chicago Bulls (da San Antonio)                                                                                       | Benston Zagabria (Croazia)               |
| 25     | Jake Tsakalidīs (C)        | Georgia Grecia | Phoenix Suns | AEK (Greece)                             |
| 26     | Mamadou N'Diaye (C)        | Senegal        | Denver Nuggets (da Utah)                                                                                             | Auburn Sr.                               |
| 27     | Primož Brezec (C)          | Slovenia       | Indiana Pacers | Union Olimpija (Slovenia)                |
| 28     | Erick Barkley (PG)         | Stati Uniti    | Portland Trail Blazers                                                                                               | St. John's So.                           |
| 29     | Mark Madsen (PF)           | Stati Uniti    | Los Angeles Lakers                                                                                                   | Stanford Sr.                             |

## Giocatori scelti al 2º giro
| Scelta | Giocatore             | Nazionalità | Squadra NBA                                                                                                  | Scuola/ex squadra                  |
| ------ | --------------------- | ----------- | --- | ---------------------------------- |
| 30     | Marko Jarić (G)       | Jugoslavia  | Los Angeles Clippers                                                                                         | Paf Bologna (Italia)               |
| 31     | Dan Langhi (PF)       | Stati Uniti | Dallas Mavericks (da Chicago, ceduto a Houston per Eduardo Nájera e una futura seconda scelta)               | Vanderbilt Sr.                     |
| 32     | A.J. Guyton (PG)      | Stati Uniti | Chicago Bulls (da Golden State)                                                                              | Indiana Sr.                        |
| 33     | Jake Voskuhl (C)      | Stati Uniti | Chicago Bulls (da Vancouver via Houston)                                                                     | Connecticut Sr.                    |
| 34     | Khalid El-Amin (PG)   | Stati Uniti | Chicago Bulls (da Atlanta)                                                                                   | Connecticut Jr.                    |
| 35     | Mike Smith (F)        | Stati Uniti | Washington Wizards                                                                                           | Louisiana-Monroe Jr.               |
| 36     | Soumaila Samake (C)   | Mali        | New Jersey Nets                                                                                              | Cincinnati Stuff (IBL)             |
| 37     | Eddie House (SG)      | Stati Uniti | Miami Heat (da Cleveland via Denver)                                                                         | Arizona State Sr.                  |
| 38     | Eduardo Nájera (SF)   | Messico     | Houston Rockets (ceduto a Dallas con una futura seconda scelta per Dan Langhi)                               | Oklahoma Sr.                       |
| 39     | Lavor Postell (SG)    | Stati Uniti | New York Knicks (da Boston)                                                                                  | St. John's Sr.                     |
| 40     | Hanno Möttölä (SF/PF) | Finlandia   | Atlanta Hawks (da Denver)                                                                                    | Utah Sr.                           |
| 41     | Chris Carrawell (SG)  | Stati Uniti | San Antonio Spurs (da Orlando)                                                                               | Duke Sr.                           |
| 42     | Olumide Oyedeji (PF)  | Nigeria     | Seattle SuperSonics                                                                                          | Würzburg (Germany)                 |
| 43     | Michael Redd (SG)     | Stati Uniti | Milwaukee Bucks                                                                                              | Ohio State Jr.                     |
| 44     | Brian Cardinal (PF)   | Stati Uniti | Detroit Pistons                                                                                              | Purdue Sr.                         |
| 45     | Jabari Smith (C)      | Stati Uniti | Sacramento Kings                                                                                             | Louisiana State Sr.                |
| 46     | DeeAndre Hulett (G)   | Stati Uniti | Toronto Raptors                                                                                              | College of the Sequoias So.        |
| 47     | Josip Sesar (G)       | Croazia     | Seattle SuperSonics (ceduto a Boston per due future seconde scelte)                                          | Cibona Zagreb (Croazia)            |
| 48     | Mark Karcher (PG)     | Stati Uniti | Philadelphia 76ers                                                                                           | Temple Jr.                         |
| 49     | Jason Hart (PG)       | Stati Uniti | Milwaukee Bucks (da Charlotte)                                                                               | Syracuse Sr.                       |
| 50     | Kaniel Dickens (F)    | Stati Uniti | Utah Jazz (da New York)                                                                                      | Idaho Sr.                          |
| 51     | Igor Rakočević (G)    | Jugoslavia  | Minnesota Timberwolves                                                                                       | Stella Rossa Belgrado (Jugoslavia) |
| 52     | Ernest Brown (C)      | Stati Uniti | Miami Heat                                                                                                   | Indian Hills C.C. Jr.              |
| 53     | Dan McClintock (C)    | Stati Uniti | Denver Nuggets (da Phoenix)                                                                                  | Northern Arizona Sr.               |
| 54     | Cory Hightower (G)    | Stati Uniti | San Antonio Spurs (ceduto a L.A. Lakers per due future seconde scelte)                                       | Indian Hills C.C. So.              |
| 55     | Chris Porter (F)      | Stati Uniti | Golden State Warriors (da Utah)                                                                              | Auburn Sr.                         |
| 56     | Jaquay Walls (G)      | Stati Uniti | Indiana Pacers                                                                                               | Colorado Sr.                       |
| 57     | Scoonie Penn (G)      | Stati Uniti | Atlanta Hawks                                                                                                | Ohio State Sr.                     |
| 58     | Pete Mickeal (F)      | Stati Uniti | Dallas Mavericks (dai L.A. Lakers, ceduto con Erick Strickland a New York per John Wallace e Donnell Harvey) | Cincinnati Sr.                     |